# 林維朝

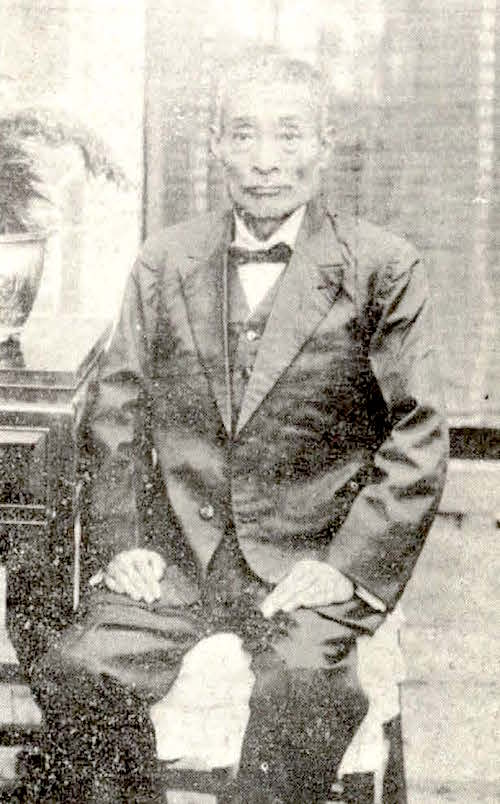
林維朝

林維朝（1868年—1934年），字德卿，號翰堂，別署怡園主人，福建嘉義新港（今台灣）人，父林添慶、母江寬柔，祖籍福建省漳州府龍溪縣東山村，曾祖父林羡於清乾隆時期移居臺灣定居於笨港，後因嘉慶年間洪水氾濫而遷居新港。清末秀才，日治時期亦參與嘉義政治事務，擔任過嘉義廳參事。此外他也重視地方文教，在登雲書院倒塌後，於怡園開館傳授漢文，並與新港文人共組「鷇音吟社」，後擔任《嘉義縣志》編纂委員。

## 生平
光緒十三年（1887年）中嘉義縣生員第十一名，24歲時擔任嘉義團練局長，翌年升任打貓石堡團練局長，曾與位於新港的嘉義縣縣丞陳仁山共同剿滅溝尾寮庄匪首黃矮。乙未割臺後，內渡至漳州東山，兩年後回臺，被推選為新港街庄長，並受聘擔任公學校教師。1902年獲授紳章，1904年兼任大潭區長，1906年掌管月眉潭區，1908年擔任嘉義廳參事。1913年擔任嘉義銀行董事長，並聯絡新港文人，於1923年組織鷇音吟社，並將登雲書院之樂局改辦為「鳳儀社」，之後獎倡新港當地北管樂隊「舞鳳軒」，使新港獲得「北管巢」之譽。

## 家庭
林維朝有六名子女，分別為長子林蘭芽、次子林開泰、三子林庭燎、長女林寶釵、次女林鸞與四子林希文。其中長子林蘭芽早年就讀於臺灣總督府國語學校，畢業後供職於嘉義廳；1920年就任新巷庄助役，同年升任庄長，1936年卸任。1938年被選為臺南州協議會員、臺南州農會理事及嘉南大圳水利組合組合員。戰後，任新港鄉長並兼農會會長；1946年嘉南大圳水利協會成立，擔任常務理事及理事長。1948年水利協會改組為嘉南大圳水利委員會，林蘭芽當選首屆主委並連任，其間曾兼任臺灣省水利聯合會主任委員及理事長等職。1957年當選嘉南農田水利會首屆會長至1959年卸任。次子林開泰1916年從臺灣總督府醫學校畢業後回鄉執業。三子林庭燎1918年赴日就讀岡山醫學專門學校，於1923年畢業後曾返鄉執業，1927年赴日執業。

## 著作
其著有自傳《勞力略歷》、《文稿》、《雜作》，詩集《怡園吟草》等作品，另編有《怡園唱和集》、《壽詩文集附並蒂菊詩》等。

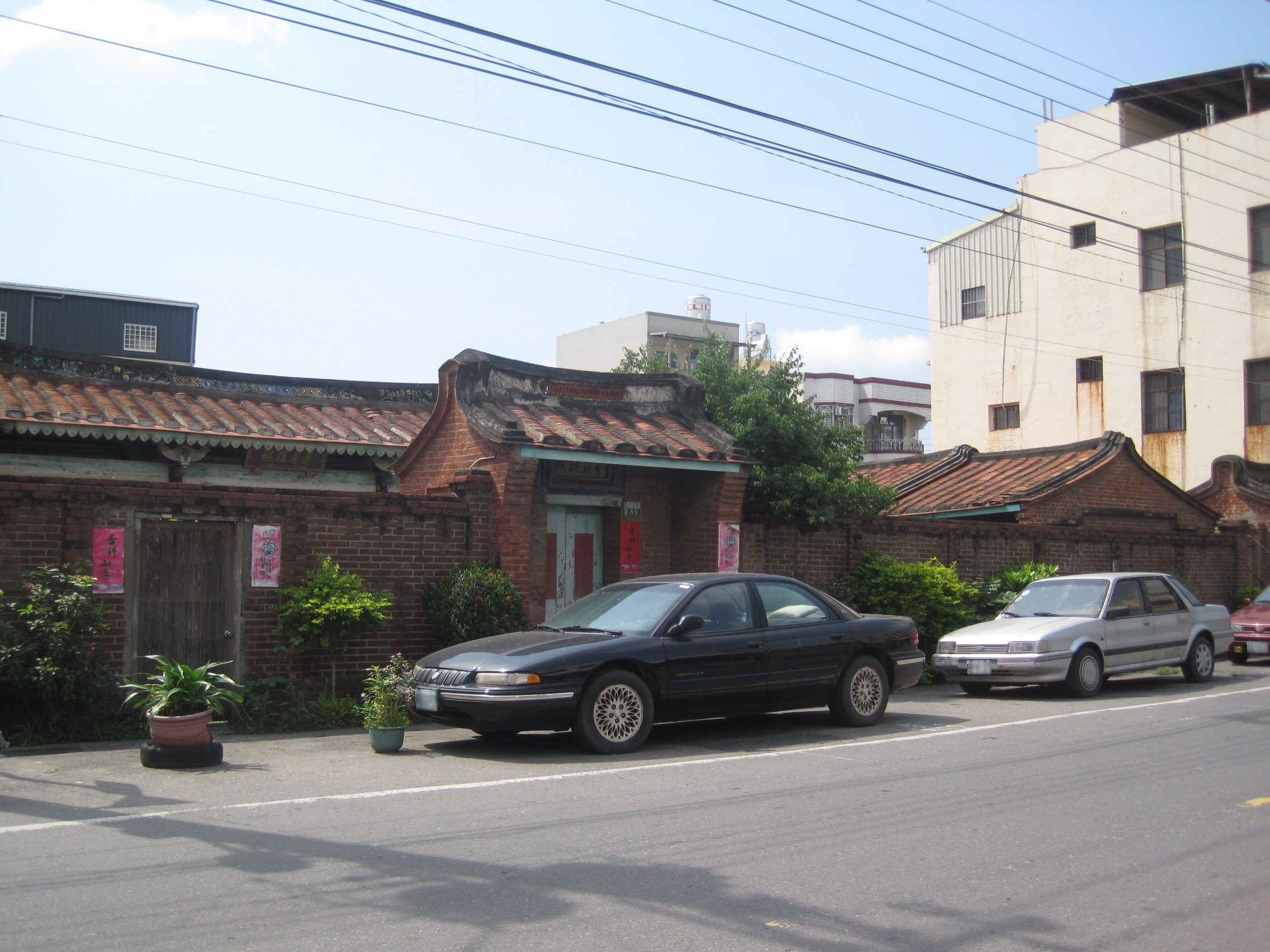
位於新港鄉中正路上的林維朝故居。

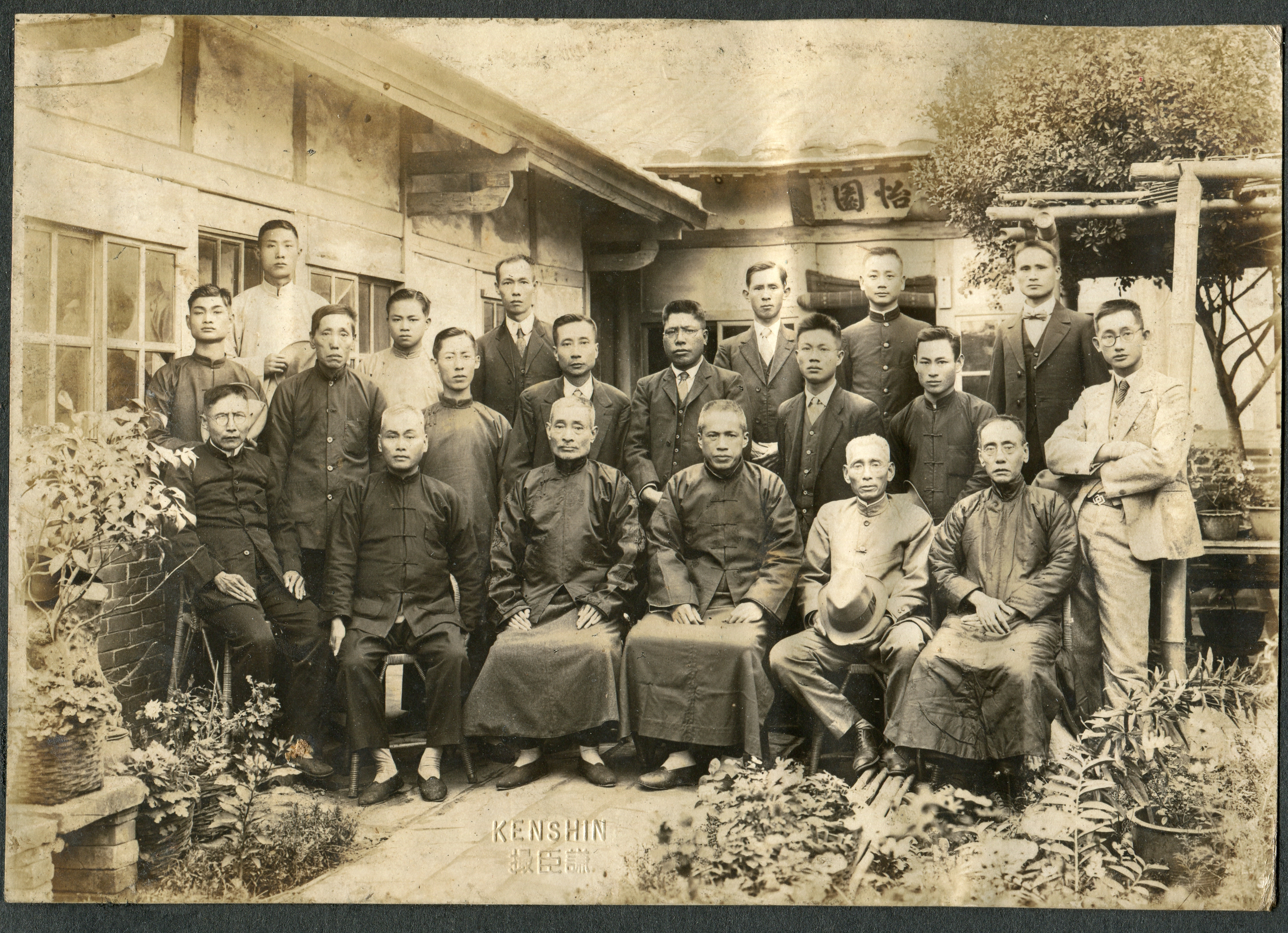
鷇音吟社社員合影於林維朝宅之怡園